# Mpata
Mpata ist ein Verwaltungsbezirk (Ward) des Distrikts Busokelo in der tansanischen Region Mbeya.

## Geografie
Mpata liegt im Südwesten von Tansania. Die Fläche des Bezirks beträgt 30 Quadratkilometer. Bei der Volkszählung 2022 lebten hier 3511 Menschen in 1022 Haushalten.

## Gliederung
Der Bezirk besteht aus drei Gemeinden (Mtaa) mit 11 Orten (Kitongoji):
| Mpata - Lupando - Bujinga - Ikama | Ipagika - Ndola - Igembe - Lugombo | Kilimansanga - Nsanga - Ipinda - Isiba - Kikuyu - Ipembe |

## Wirtschaft und Infrastruktur
- Landwirtschaft: Die wichtigsten Feldfrüchte sind Maniok, Bananen, Bohnen, Mais, Süßkartoffeln, Erdnüsse, Tee und Kochbananen.[6]
- Bildung: Die zwei Grundschulen werden von 655 Schülern besucht, eine weiterführende Schule unterrichtet 107 Jugendliche (Stand 2017/18).[6]
- Gesundheit: Im Jahr 2018 wurde mit der Planung eines Gesundheitszentrums in Mpata begonnen.[7]